# PWB/UNIX
El Programmer's Workbench (PWB/UNIX) fue una versión temprana, ahora descontinuada, del sistema operativo Unix que había sido creada en el Grupo de Investigación de Ciencias de la Computación de Bell Labs de AT&T. Su objetivo declarado era proporcionar un entorno de trabajo de tiempo compartido para grandes grupos de programadores, escribiendo software para computadoras de procesamiento por lotes más grandes.
Antes de 1973, el desarrollo de Unix en AT&T era un proyecto de un pequeño grupo de investigadores en el Departamento 1127 de Bell Labs. Como la utilidad de Unix en otros departamentos de Bell Labs era evidente, la empresa decidió desarrollar una versión de Unix adaptada para apoyar a los programadores en el trabajo de producción, no solo en el de investigación. El Programmer's Workbench fue iniciado en 1973, por Evan Ivie y Rudd Canaday para apoyar un centro de computación para una división de Bell Labs de 1000 empleados, que sería el sitio Unix más grande durante varios años. PWB/UNIX debía proporcionar herramientas para que los equipos de programadores administraran su código fuente y colaboraran en proyectos con otros miembros del equipo. También introdujo varias mejoras de estabilidad más allá de Research Unix,y amplió el uso de los formateadores de texto Research nroff y troff, a través de esfuerzos con los grupos de tipificación de Bell Labs que condujeron a las macros -mm.
Mientras que los usuarios de PWB administraban su código fuente en sistemas Unix PDP-11, los programas a menudo se escribían para ejecutarse en otros sistemas operativos. Por esta razón, PWB incluyó software para enviar trabajos a las computadoras IBM System/370, UNIVAC serie 1100 y SDS Sigma 5. En 1977, PWB apoyó a una comunidad de usuarios de aproximadamente 1100 usuarios en el grupo de Programas de Sistemas de Información Empresarial (BISP) de Bell Labs.
Se produjeron dos versiones principales de Programmer's Workbench. PWB/UNIX 1.0, lanzado el 1 de julio de 1977 se basó en la versión 6 de Unix; PWB 2.0 se basó en la versión 7 de Unix. El sistema operativo fue anunciado por Bell System Software en 1981. La edición 1.0 todavía estaba en una lista de precios de AT&T para instituciones educativas en 1984.La mayor parte de PWB/UNIX se incorporó más tarde en las versiones comerciales UNIX System III y UNIX System V.

## Funciones
Entre los avances más notables en PWB se encuentran:
- Source Code Control System, el primer sistema de control de versiones de UNIX, escrito por Marc J. Rochkind
- El sistema de envío de lotes Rremote job entry
- PWB shell, escrito por John R. Mashey, que precedió a Bourne shell de Steve Bourne.
- El shell restringido (rsh), una opción del shell PWB, utilizado para crear inicios de sesión ampliamente disponibles para la verificación de estado, informes de problemas, y que se hace seguro mediante la restricción de comandos
- El paquete de macros troff -mm (memorandum), escrito por John R. Mashey y Dale W. Smith
- Utilidades como find, cpio, expr, las tres escritas por Dick Haight, xargs, egrep y fgrep
- yacc y lex, que, aunque no estaban escritos específicamente para PWB, estaban disponibles fuera de Bell Labs por primera vez en la distribución de PWB